# Moorcroft (pera)
 'Moorcroft' es un cultivar antiguo de pera europea Pyrus communis. Una variedad de pera antigua de parentales desconocidos. Esta pera tiene su origen en la campiña inglesa y es una de las peras más utilizadas en la elaboración del Perry. Las frutas son descritas como muy buenas.

## Sinonimia
- "Stinking Bishop",
- "Choke Pear",
- "Chokers",
- "Malvern Hills",
- "Malvern Pear".[4]

## Origen
es una variedad de pera cultivada cerca de Dymock en Gloucestershire, Inglaterra, principalmente para la elaboración de  Perry.
El nombre principal del cultivar es en realidad 'Moorcroft', nombre de la granja en Colwall donde surgió por primera vez, y el sinónimo de 'Stinking Bishop' es solo uno de varios otros nombres. El nombre 'Stinking Bishop' ('Obispo apestoso') se refiere a Frederick (o Percy) Bishop, propietario de "Moorcroft Farm" a principios del siglo XIX y presumiblemente el criador de la variedad. Bishop supuestamente tenía un temperamento iracundo. En una entrevista de 2005 en la « American National Public Radio », Charles Martell, el fabricante del queso Stinking Bishop, relató una historia sobre que Bishop se enojó con su tetera un día por no calentar lo suficientemente rápido y en represalia le disparó. Esta historia, aunque apócrifa, ilustra el tipo de comportamiento que le valió a Bishop su reputación de irascibilidad.
'Moorcroft' está cultivada en diversos bancos de germoplasma de cultivos vivos tales como en National Fruit Collection (Colección Nacional de Fruta) de Reino Unido con el número de accesión: 2002-030 y Nombre Accesión : Moorcroft.

## Características
'Moorcroft' árbol de extensión erguida, de vigor moderadamente vigoroso. Tiene un tiempo de floración que comienza a partir del 17 de abril con el 10% de floración, para el 21 de abril tiene una floración completa (80%), y para el 28 de abril tiene un 90% caída de pétalos. Tiene una abundante producción de frutas.
'Moorcroft' tiene una talla de fruto mediano; forma cónica redondeada, con un peso promedio de 109,00 g; con nervaduras débiles; epidermis con color de fondo amarillo verdoso, que se torna de un amarillo brillante y algo rojizo, con un sobre color ausente, importancia del sobre color ausente, y patrón del sobre color ausente, presentando un punteado de ruginoso-"russeting" que cubre las dos cuartas partes de la superficie, "russeting" (pardeamiento áspero superficial que presentan algunas variedades) bajo / muy bajo (1-25%); cáliz medio y abierto, ubicado en una cuenca de profundidad media; ojo abierto; pedúnculo de una longitud de largo-muy largo, con un ángulo recto a oblicuo, con una curva muy débil, y un grosor medio; carne de color amarillo. Es suculenta y se derrite en la boca.
El "russeting" (pardeamiento áspero superficial que presentan algunas variedades), es más o menos importante dependiendo de las condiciones climáticas.
Su tiempo de recogida de cosecha se inicia a finales de septiembre. Su jugo tiene una acidez media y tanino con poca o ninguna presencia de ácido cítrico: en el siglo XIX fue alabado por hacer un Perry con buen grado alcohólico y sabor.

## Cultivo
Para injertar los perales, uno puede usar como portainjerto un membrillo de Provenza.
La producción se verá favorecida por la presencia de variedades polinizadoras como las peras: 'Pear Beth', 'Conference', 'Doyenné du Comice', 'Fondante d'Automne', 'Josephine de Malines', 'Louise Bonne of Jersey', 'Merton Pride', y 'Winter Nelis'.